# 狂怒沙暴
《狂怒沙暴》（英語：Hidden Strike）是一部2023年中美合拍動作喜劇片，由史考特·沃夫執導，艾瑞許·阿梅爾撰寫劇本，成龙與約翰·希南主演。電影2023年7月28日在Netflix網路發行。

## 劇情
中国绿泰石油公司在中东一处炼油厂遭到武装分子连日袭击，罗峰率领一支保全小队前去将炼油厂员工撤离到安全区。另一边，克里斯在当地村庄过着平静的生活，但村庄面临着断水危机，需要大笔资金才能重新供水。克里斯被迫加入他弟弟亨利交予的雇佣兵任务。
炼油厂车队在死亡高速公路撤离途中，沙漠中意外扬起沙尘，通信中断，其中两辆大巴被雇佣兵伏击，炼油厂数名员工被劫持为人质，其中包括掌握输油管道密码的程教授。以欧文为首的绑匪得到人质后，翻脸杀害亨利，并前去启动输油管道向海上油轮输油。
罗峰寻找绑匪途中遭遇克里斯，两人一番打斗后冰释前嫌，决定联手击碎欧文的阴谋……

## 演員
| 演员                | 角色       | 简介                          |
| 成龙                | 罗峰       | 中国保全部队队长              |
| 約翰·希南           | 克里斯     | 雇佣兵，生活在中东一村庄      |
| 马心瑞              | 罗玫       | 罗峰女儿，博士，炼油厂员工    |
| 蒋雯丽              | 程教授     | 程颖，绿泰石油公司营运主任    |
| 徐佳                | 沈伟       |                               |
| 龚俊                | 海明       | 中国保全部队队员              |
| 瑞瑪·席丹           | 李妍       |                               |
| 侯明昊              | 宁助理     | 程教授的助理,也是程教授的兒子 |
| 皮魯·艾斯貝克       | 欧文       | 攻击炼油厂的主谋              |
| 阿马迪厄斯·塞拉菲尼 | 亨利       | 雇佣兵，克里斯的弟弟          |
| 汉尼·阿德尔         | 阿齐尔机长 | 中国保全部队直升机驾驶员      |

## 製作
2018年6月19日，香港演員成龙和美國摔角選手兼演員約翰·希南、導演史考特·沃夫在上海舉行電影《狂怒沙暴》的开机新闻发布会。劇組亦在銀川市取景拍攝；2018年11月20日，希南在微博上透露，電影即將結束拍攝，而他也預計於該週離開中國。該片於2018年12月2日宣告殺青。
電影完成後擱置多年，終於2023年3月由投資商唐德影视送审报批。

## 發行
電影最初定於2022年上映，但之後被擱置。2023年5月底釋出首支預告，定於2023年發行。電影2023年7月28日在Netflix網路發行，此前已在部分國家上映。

## 反响
电影自2023年7月28日在Netflix上线后，以2200万次的观看次数位列当周（7月24日—30日）电影榜首，其中在全球大约50个地区位列观看次数榜首。
本片的媒体评价不佳。《海峡时报》Whang Yee Ling认为这是一部虎头蛇尾的陈年动作片，指出成龙与约翰·塞纳两位主演之间缺乏化学反应；《南华早报》的詹姆斯·马什（James Marsh）也评价两位主演之间的互动生硬而尴尬，全片动作和剧情平淡无奇，还点出成龙又重复了自己近几部电影的一个形象——缺位的父亲；《印度时报》的尼尔·索恩斯（Neil Soans）评价这是一部不需要动脑子看的有趣的动作片，他认为年岁已大的成龙仍成功地完成了动作戏的编排，特别是最后的泡沫打斗戏段，约翰·塞纳的风趣对白也起到了效果，但影片一些场景的视觉特效制作显得草率。

## 外部連結
- 互联网电影数据库（IMDb）上《狂怒沙暴》的资料（英文）
- 豆瓣电影上《狂怒沙暴》的資料 （简体中文）
- 时光网上《狂怒沙暴》的資料（简体中文）